# 15-я гвардейская штурмовая авиационная дивизия
15-я гвардейская штурмовая авиационная Сталинградская Краснознамённая дивизия (15-я гв. шад) — соединение Военно-воздушных сил (ВВС) Вооружённых сил РККА штурмовой авиации, принимавшее участие в боевых действиях Великой Отечественной войны.

## Наименования дивизии
- Военно-воздушные силы 21-й армии;

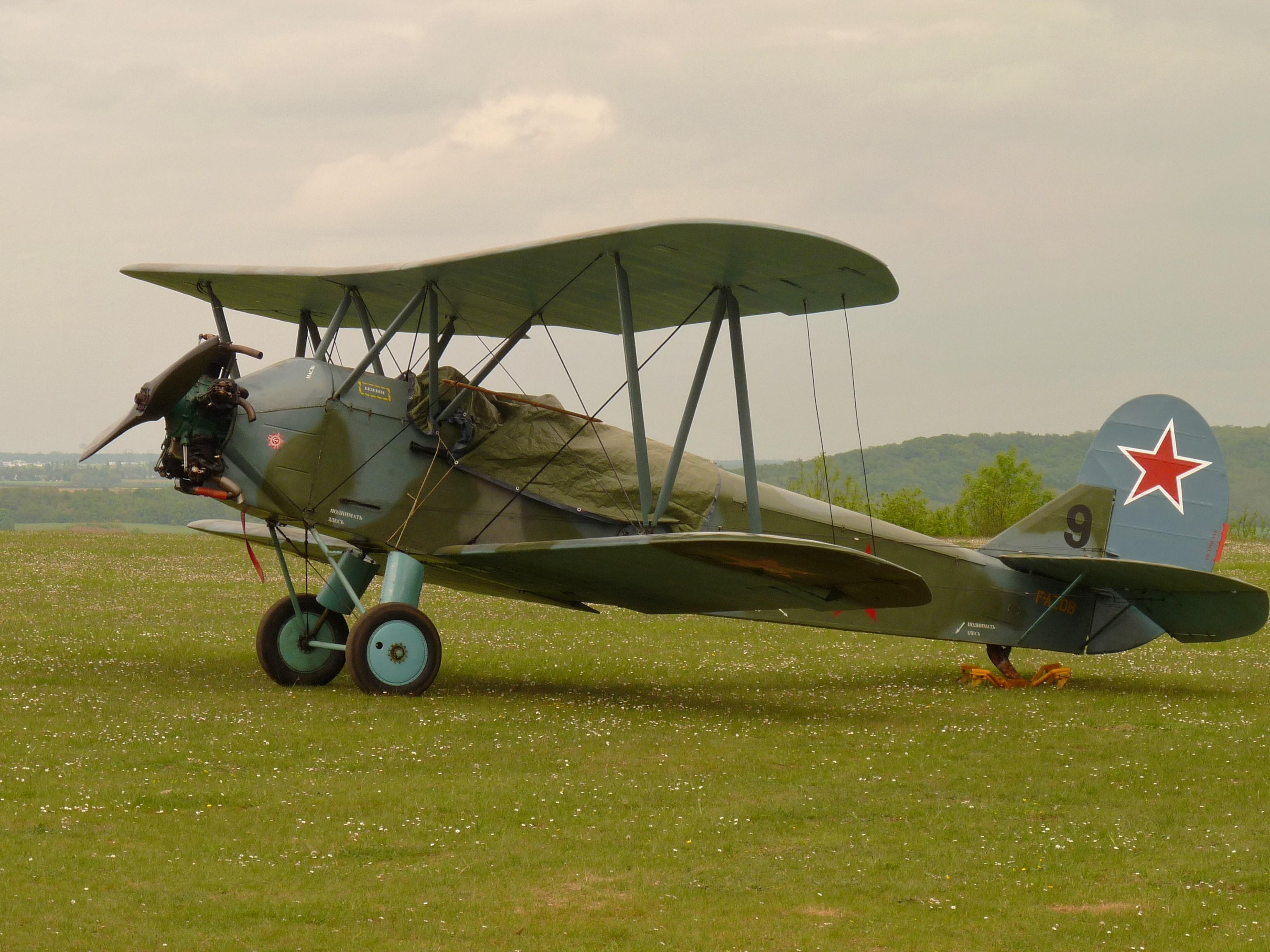
По-2. Основной самолёта дивизии до перевооружения на Ил-10. Оставался на вооружении до 1947 года

- 272-я ночная бомбардировочная авиационная дивизия;
- 2-я гвардейская ночная бомбардировочная авиационная дивизия;
- 2-я гвардейская ночная бомбардировочная авиационная Сталинградская дивизия;
- 2-я гвардейская ночная бомбардировочная авиационная Сталинградская Краснознамённая дивизия;
- 15-я гвардейская штурмовая авиационная Сталинградская Краснознамённая дивизия;
- Полевая почта 10235.

## История и боевой путь дивизии
15-я гвардейская штурмовая авиационная Сталинградская Краснознамённая дивизия 7 сентября 1944 года была переименована из 2-й гвардейской Сталинградской Краснознамённой ночной бомбардировочной авиационной дивизии с перевооружением полков на самолёты Ил-10. В состав действующей армии дивизия не включалась, но продолжала принимать участие в боевых действиях.
В январе 1945 года дивизия принимала участие в Моравско-Остравской и Пражской наступательных операциях, в освобождении Чехословакии и южных районов Польши, столицы Чехословакии — Праги.
После окончания войны дивизия была перебазирована в состав ВВС Киевского военного округа на аэродром Кировоград. В июне 1946 года в связи со значительным сокращением войск 15-я гвардейская штурмовая авиационная Сталинградская Краснознамённая дивизия была расформирована в составе ВВС Киевского военного округа на аэродроме Кировоград.

## Командир дивизии
- Генерал-майор авиации Кузнецов Павел Осипович[1], период нахождения в должности: с 7 сентября 1944 года по март 1947 года.

## В составе объединений
| Дата          | Фронт (округ)          | Армия                         | Корпус | Примечания |
| ------------- | ---------------------- | ----------------------------- | ------ | ---------- |
| 29.10.1944 г. | Киевский военный округ | ВВС Киевского военного округа | -      | -          |
| 09.05.1945 г. | Киевский военный округ | ВВС Киевского военного округа | -      | -          |
| 01.06.1946 г. | Киевский военный округ | ВВС Киевского военного округа | -      | -          |

## Участие в операциях и битвах
- Моравско-Остравская наступательная операция[1]
- Пражская операция[1]

## Части и отдельные подразделения дивизии
За весь период своего существования боевой состав дивизии не претерпевал изменения:
| Период                  | Наименование                                                              | Вооружение |
| ----------------------- | ------------------------------------------------------------------------- | ---------- |
| 29.10.1944 — 27.04.1946 | 25-й гвардейский штурмовой авиационный полк, переименован в 25-й гв. трап | Ил-10      |
| 29.10.1944 — 01.07.1946 | 60-й гвардейский штурмовой авиационный полк, расформирован                | Ил-10      |
| 29.10.1944 — 01.07.1946 | 61-й гвардейский штурмовой авиационный полк, расформирован                | Ил-10      |
| 29.10.1944 — 01.07.1946 | 77-й гвардейский штурмовой авиационный полк, расформирован                | Ил-10      |

## Базирование

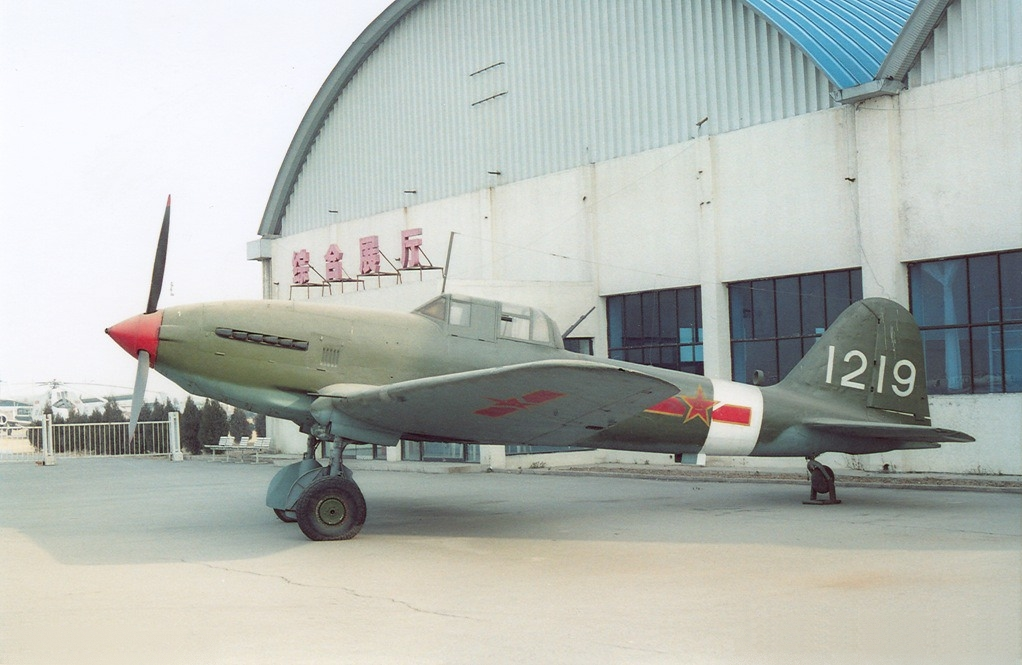
Ил-10 в музее. На такие самолёты предполагалось перевооружить дивизию

| Период               | Место базирования |
| -------------------- | ----------------- |
| 07.1945 — 01.07.1946 | Кировоград        |